# Swiatosław Knuszewicki
Swiatosław Nikołajewicz Knuszewicki (ros. Святосла́в Никола́евич Кнушеви́цкий; ur. 6 stycznia 1908 w Pietrowsku, zm. 19 lutego 1963 w Moskwie)  – radziecki wiolonczelista. Profesor Konserwatorium Moskiewskiego. Występował jako solista i kameralista (w trio z Dawidem Ojstrachem i Lwem Oborinem).
Laureat Nagrody Państwowej ZSRR (1950). Spoczywa pochowany na Cmentarzu Nowodziewiczym w Moskwie.